# I Need a Doctor
I Need a Doctor is een single van Dr. Dre. Gastartiesten in het nummer zijn Eminem en Skylar Grey.

## Videoclip
In de videoclip zien we dat Dr. Dre een auto-ongeluk krijgt en daardoor in het ziekenhuis belandt. Skylar Grey is te zien als dokter in de clip, zij zong de refreinen maar deze worden door actrice Estella Warren geplaybackt, die Pythia moet voorstellen. Eminem rapt de eerste twee coupletten en is dan bij Dr. Dre die buiten bewustzijn is. Eminem het erover hoeveel Dre voor hem gedaan heeft, Eminem brak door bij het grote publiek dankzij de hip-hop producer.
De videoclip speelt zich voor het grootste deel af in een ziekenhuis, daarnaast ook in een fitnessruimte en op een weg waar Dr. Dre een auto-ongeluk krijgt. Dr. Dre wordt later in de clip wakker en rapt het laatste couplet. Dr. Dre gaat in het einde van de clip naar het graf van Eazy-E. De clip is 7:37  minuten lang.

## Hitnotering

### NederlandseSingle Top 100
| Hitnotering: 05-03-2011 t/m 09-04-2011 | Hitnotering: 05-03-2011 t/m 09-04-2011 | Hitnotering: 05-03-2011 t/m 09-04-2011 | Hitnotering: 05-03-2011 t/m 09-04-2011 | Hitnotering: 05-03-2011 t/m 09-04-2011 | Hitnotering: 05-03-2011 t/m 09-04-2011 | Hitnotering: 05-03-2011 t/m 09-04-2011 | Hitnotering: 05-03-2011 t/m 09-04-2011 |
| Week:                                  | 1                                      | 2                                      | 3                                      | 4                                      | 5                                      | 6                                      |                                        |
| -------------------------------------- | -------------------------------------- | -------------------------------------- | -------------------------------------- | -------------------------------------- | -------------------------------------- | -------------------------------------- | -------------------------------------- |
| Positie:                               | 55                                     | 81                                     | 72                                     | 82                                     | 77                                     | 97                                     | uit                                    |